# Frente Nacional de Botsuana
El Frente Nacional de Botsuana (en inglés: Botswana National Front), abreviado como BNF, es un partido político botsuano de ideología socialdemócrata y africanista fundado en octubre de 1965. El nombre del BNF en setsuana es «Kopano Puo Phaa», cuya traducción literal sería «Asamblea de Discurso Honesto». Aunque el BNF históricamente ha rechazado definirse como partido político y se identifica más como una «organización de masas» integrada por distintas organizaciones (algunas de las cuales pueden identificarse como partidos), en la práctica goza de registro legal y opera como tal. Establecido originalmente como una fuerza política que pretendía aglutinar a sectores socialistas y tradicionalistas opuestos al gobierno del Partido Democrático de Botsuana, el BNF es uno de los principales partidos políticos del país desde las elecciones generales de 1969, en las que emergió como principal oposición parlamentaria al BDP, posición que ocuparía casi ininterrumpidamente durante los siguientes 55 años hasta 2024. Desde 2012 lidera la alianza Paraguas para el Cambio Democrático (UDC), coalición gobernante de Botsuana. El actual presidente de Botsuana, Duma Boko, es también presidente del BNF.
El BNF se fundó bajo los liderazgos del jefe tribal Bathoen Gaseitsiwe y el intelectual socialista Kenneth Koma, con un enfoque crítico para con el gobierno del BDP, al que denunció como conservador y «neocolonial». Durante los primeros años de su historia su presencia estuvo limitada a la capital y a las regiones del sur del país donde la tribu Bangwaketse (de la que Bathoen era líder) era mayoritaria, lo que provocó que fuese por muchos años identificado como un partido de representación tribal. A partir de la década de 1980, el BNF explotó con éxito la rápida urbanización del país (que debilitó el férreo control rural del BDP), así como la desaceleración económica para experimentar un considerable ascenso electoral, llegando a controlar el Ayuntamiento de Gaborone y convirtiéndose en el único partido fuera del BDP con proyección nacional, logrando alcanzar su apogeo en las elecciones de 1994, hasta la fecha el mejor resultado electoral para un partido opositor en solitario.
Aunque su papel como principal fuerza de la oposición botsuana rara vez se ha visto amenazada de manera efectiva, el BNF ha sufrido varias divisiones a lo largo de su historia que dificultaron o imposibilitaron sus posibilidades de convertirse en una alternativa de gobierno al BDP. Varios partidos opositores de Botsuana se fundaron por medio de escisiones del BNF. Su mayor división se produjo en 1998 con la fundación del Partido del Congreso de Botsuana, con quién se ha disputado el liderazgo de la oposición desde entonces. El BNF se mantuvo como segunda fuerza política de Botsuana hasta 2014, cuando cofundó la coalición opositora Paraguas para el Cambio Democrático (UDC) con otros partidos políticos en un intento de unificar a las fuerzas de la oposición. El presidente del BNF, Duma Boko, ha sido líder de la UDC desde su fundación, aunque el cargo de líder de la Oposición parlamentaria ha estado en manos de dirigentes del BCP desde 2019. En las elecciones de 2024 la UDC se alzó con la victoria, obteniendo 36 de los 61 escaños electos en la Asamblea Nacional, y el BNF se convirtió en el partido con mayor representación legislativa, obteniendo 23 escaños.
En sus orígenes un partido de corte socialista y africanista que incluía también sectores vinculados al tradicionalismo africano, hoy por hoy el BNF se considera un partido de plataforma socialdemócrata, que generalmente centra su discurso en la defensa de los derechos humanos, el bienestarismo y la gobernanza democrática. Históricamente ha defendido la reforma electoral en el país, así como una mayor transparencia en el manejo de los asuntos públicos. El partido se encuentra dividido en cuestiones sociales, más que nada entre sectores conservadores y progresistas. El BNF fue, por un tiempo, miembro observador de la Internacional Socialista.
A lo largo de su historia, la estructura, base de votantes e ideología del BNF han variado en modo considerable de acuerdo con sus períodos de crecimiento, división y declive. En general, el partido siempre ha sido fuerte en las grandes ciudades (sobre todo en la capital, Gaborone) y tiene como principales apoyos a la clase media urbana y a la intelectualidad del país. Esto le ha permitido al partido tener un sólido alcance municipal, llegando a gobernar la mayoría de los centros urbanos de Botsuana durante las décadas de 1980, 1990 y 2000.

## Estructura
El presidente del partido es Duma Boko, mientras que el Secretario General es Moeti Mohwasa. El órgano rector del partido es el Comité Central. El BNF se ha identificado desde su fundación como una fuerza unificadora integrada por «Organizaciones Políticas» más que como un partido político. De acuerdo con el sitio web oficial del partido, en 2005 las fuerzas integrantes del BNF eran las siguientes:
| Partido | Partido                                |
| ------- | -------------------------------------- |
|         | Frente Democrático Socialista          |
|         | Partido Socialista Unido               |
|         | Frente de los Trabajadores de Botsuana |
|         | Partido Laborista de Botsuana          |

## Presidentes del BNF
| Titular | Titular                        | Inicio                  | Final                   |
| ------- | ------------------------------ | ----------------------- | ----------------------- |
|         | Daniel Kwele (1928-1991)       | 10 de octubre de 1965   | 1 de julio de 1969      |
|         | Bathoen Gaseitsiwe (1908-1990) | 1 de julio de 1969      | 23 de abril de 1977     |
|         | Kenneth Koma (1923-2007)       | 23 de abril de 1977     | 25 de noviembre de 2001 |
|         | Otsweletse Moupo               | 25 de noviembre de 2001 | 21 de julio de 2010     |
|         | Duma Boko (n. 1969)            | 21 de julio de 2010     | En el cargo             |

## Resultados electorales

### Elecciones generales
|  | 13.60 % |

|  | 11.49 % |

|  | 13.01 % |

|  | 20.61 % |

|  | 26.95 % |

|  | 37.09 % |

|  | 25.95 % |

|  | 26.06 % |

|  | 21.94 % |

|  | 16.62 % |

|  | 19.18 % |

|  | 23.13 % |

### Elecciones locales
|  | 0.73 % |

|  | 18.64 % |

|  | 16.12 % |

|  | 0.00 % |

|  | 0.00 % |

|  | 0.00 % |

|  | 0.00 % |

|  | 27.43 % |

|  | 26.54 % |

|  | 23.44 % |